# Carebaco-Meisterschaft 1973
Die Carebaco-Meisterschaft 1973 im Badminton fand vom 24. bis zum 29. November 1973 in Paramaribo in Suriname statt. Es war die zweite Auflage der Titelkämpfe.

## Sieger und Finalisten
| Disziplin    | Sieger                             |
| ------------ | ---------------------------------- |
| Herreneinzel | Romeo Ebeciljo Caster              |
| Dameneinzel  | Jennifer Haddad                    |
| Herrendoppel | Roel Sjauw Mook Reginald Chin Jong |
| Damendoppel  | Jennifer Haddad Margareth Parslow  |
| Mixed        | Richard Wong Margareth Parslow     |
| Team         | Jamaika                            |

## Finalresultate
| Disziplin    | Sieger                             | Finalist                                     | Ergebnis          |
| ------------ | ---------------------------------- | -------------------------------------------- | ----------------- |
| Herreneinzel | Romeo Ebeciljo Caster              | Walther Illes                                | 15–12, 15–9       |
| Dameneinzel  | Jennifer Haddad                    | Margaret Parslow                             | 11–1, 9–11, 12–9  |
| Herrendoppel | Roel Sjauw Mook Reginald Chin Jong | Romeo Ebeciljo Caster Theo Bueno de Mesquita | 8–15, 15–9, 15–10 |
| Damendoppel  | Jennifer Haddad Margareth Parslow  | Lilian Bendter Cornelly da Silva             | 15–12, 15–10      |
| Mixed        | Richard Wong Margareth Parslow     | Romeo Ebeciljo Caster Lilian Bendter         | 15–4, 15–5        |